# Walter Edmond Clyde Todd
Pour les articles homonymes, voir Todd.
Walter Edmond Clyde Todd (6 septembre 1874-25 juin 1969), plus connu comme W.E. Clyde Todd, est un ornithologue américain. Il obtient en 1925 la Médaille Brewster avec Melbourne Armstrong Carriker (1879-1965).

## Taxons décrits
- Basileuterus basilicus Todd, 1913 – Paruline des Santa Marta
- Caprimulgus heterurus (Todd, 1915) – Engoulevent des Santa Marta
- Nystactes tamatia punctuliger Todd, 1943
- Nystactes tamatia inexpectatus Todd, 1943
- Pyrrhura viridicata Todd, 1913 – Conure de Santa Marta
- Sirystes subcanescens Todd, 1920 – Tyran de Todd